# Сокирчин
Соки́рчин — село в Україні, у Олешанській сільській громаді Івано-Франківського району Івано-Франківської області.
Згадується 23 листопада 1453 року в книгах галицького суду.

## Відомі особистості
У поселенні народився:
- Горбійчук Михайло Іванович (* 1944) — український учений.